# 愛の支配
「愛の支配」（あいのしはい - Love, Reign o'er Me）は、イングランドのロック・バンド、ザ・フーの楽曲。作詞・作曲はメンバーのピート・タウンゼント。アルバム『四重人格』（1973年）収録。

## 解説
ロック・オペラ『四重人格』のフィナーレを飾るバラード。元々は1972年に制作されるも未完に終わったロック・オペラ『ロック・イズ・デッド～不死身のハードロック』のために作られた。
『四重人格』は4つの人格を持つ架空のモッズ青年ジミーを描いた内省的な物語で、自殺寸前に追い込まれた彼が、小舟を盗んで海にこぎ出して沖合いの岩にたどり着き、そこで自分が求めていたものを見つけて終わる。作者のタウンゼントによれば、タイトルにもある「Love reign o'er me（愛が俺を支配する）」というフレーズの意味は、「ジミーがばらばらだった自分の人格を一つにまとめ上げた苦痛と歓喜が入り混じった叫び」とのこと。最後に彼がどうなったのかははっきりと提示されず、タウンゼントは「ジミーが命を絶つかどうかは誰にも決める権利はない、ジミー本人が決めること」としている。
アメリカではシングルカットされ、76位にランクインした。シングル・バージョンでは前奏と終奏がアルバム・バージョンより短縮されている。

### 映画『さらば青春の光』
「愛の支配」は『四重人格』を原作にした映画『さらば青春の光』（1979年）で、ブライトンの大乱闘から帰ったジミーが住む所も仕事も友人も愛用のバイクも失った後、失意と傷心の中でブライトンの思い出の場所を彷徨う場面で使用された。
同名サウンドトラック盤に収録された『四重人格』の楽曲には、メンバーで映画の音楽監督を務めたベーシストのジョン・エントウィッスルによってリミックスやベース・ギター・パートの再録音が行なわれた。「愛の支配」には、さらにフルート、金管楽器、ストリングスが加えられ、終奏も『四重人格』の収録版とは異なるものになった。

## コンサート・パフォーマンス
「愛の支配」は、『四重人格』の発表に伴って1973年10月から1974年2月まで行われたツアーのコンサート全てで披露された。1982年9月から12月まで行われたフェアウェル・ツアーで再び取り上げられ、1985年7月13日のライヴ・エイド、1989年の結成25周年記念ツアーでも披露された。
フェアウェル・ツアーと結成25周年記念ツアーからの音源は、公式ライブ・アルバム『フーズ・ラスト』（1984年）と『ジョイン・トゥゲザー』（1989年）にそれぞれ収録されている。

## カバー
- パール・ジャム - 2007年、デジタル配信シングルとしてリリース。ビルボードのメインストリームロックチャートで32位を記録[10]。アメリカ映画『再会の街で』（2007年）で使用。